# Frontera entre Algèria i Líbia
La frontera entre Algèria i Líbia és la línia fronterera, de traçat poc sinuós, en sentit nord-sud, al Desert del Sahara, que separa l'est del Algèria (wilayes d'Illizi i Tamanrasset) de l'oest de Líbia (districtes de Ghat, Gadames i Wadi Al Shatii) a l'Àfrica Septentrional. Té 982 km de longitud
Al nord comença a l'altura del paral·lel 30º Nord, al trifini Líbia-Algèria-Tunísia, a les proximitats de Gadames (Líbia), e va cap al sud a l'altre trifini entre ambdós estats i Níger, a l'altura del Tròpic de Càncer. Aquesta frontera es defineix junt a la història d'ambdues nacions en el segle xx. En 1911 el Regne d'Itàlia (1861–1946) va conquerir Líbia a l'Imperi Otomà, passant a colonitzar-la en 1934. Durant la Segona Guerra Mundial els italians foren expulsats i el país fou dividit entre França i el Regne Unit. Líbia es va independitzar en 1951. Pel que fa Algèria, fou una colònia francesa des de la segona meitat del segle xix. Després de la Segona Guerra Mundial començaren els conflictes per la independència, que duraren fins 1962, quan el país es va independitzar de França.